# 東大阪市立意岐部中学校
東大阪市立意岐部中学校（ひがしおおさかしりつ おきべちゅうがっこう）は、大阪府東大阪市御厨東二丁目にある公立中学校。

## 通学区域
- 東大阪市立意岐部小学校と東大阪市立意岐部東小学校の通学区域。

## 交通
- 近鉄奈良線 八戸ノ里駅。